# الحزب الوطني المتحد
الحزب المتحد الوطني بالسنهالية එක්සත් ජාතික පක්ෂය وتنطق Ekshat Jathika Pakshaya (بالإنجليزية: United National Party)‏ هو حزب سياسي سريلانكي، تأسس في عام 1946 من طرف دون ستيفن سينانياكي. وهو عضو في الاتحاد الديمقراطي الدولي.